# 硝河乡
硝河乡，是中华人民共和国宁夏回族自治区固原市西吉县下辖的一个乡镇级行政单位。

## 行政区划
硝河乡下辖以下地区：
硝河村、隆堡村、郎岔村、范湾村、红泉村、关庄村、高塬村、苏家沟村、新庄村、马昌村、民联村和坟湾村。